# Zastava Belizea
Zastava Belizea usvojena je 21. rujna 1981. godine, po stjecanju neovisnosti od Ujedinjenog Kraljevstva. Zastava je tamnoplave boje, a uz gornji i donji rub zastave nalaze se dvije crvene linije. Na sredini zastave je grb Belizea.
Ova zastava je modificirana inačica zastave Britanskog Hondurasa (ime Belizea tijekom kolonijalnog razdoblja). Ta je zastava usovjen 1950. kad je Britanski Honduras započeo proces stjecanja neovisnosti. Dvije tanke vodoravne crvene linije na ivicama dodane su po stjecanju neovisnosti.
Posebnost zastave Belizea jest ta što sadrži dvanaest boja, tri boje više od ostalih državnih zastava.

## Vanjske poveznice
- Flags of the World
- belize.com   Arhivirana inačica izvorne stranice od 4. siječnja 2010. (Wayback Machine)